# Senat (Bahamy)
Senat – izba wyższa parlamentu Bahamów, złożona z 16 członków powoływanych przez gubernatora generalnego. Dziewięciu kandydatów wskazuje gubernatorowi premier, czterech lider opozycji, zaś trzy ostatnie mandaty obaj ci politycy obsadzają w drodze wzajemnych konsultacji. Takie rozwiązanie powoduje, że partia posiadająca przewagę w Izbie Zgromadzenia i tym samym rządząca, zawsze dominuje także w Senacie. Kadencja Senatu powiązania jest ściśle z kadencją izby niższej. Jej maksymalna długość wynosi zatem 5 lat, jednak niemal w każdej chwili parlament może zostać rozwiązany przez gubernatora generalnego, działającego na wniosek premiera.

## Zobacz także
- Lista przewodniczących Senatu Bahamów